# Arhabdosia subvarda
Arhabdosia subvarda là một loài bướm đêm thuộc phân họ Arctiinae, họ Erebidae.